# Metropolia Kisumu
Metropolia Kisumu – jedna z 4 metropolii kościoła rzymskokatolickiego w Kenii. Została ustanowiona 21 maja 1990.

## Diecezje
- Archidiecezja Kisumu
  - Diecezja Bungoma
  - Diecezja Eldoret
  - Diecezja Homa Bay
  - Diecezja Kakamega
  - Diecezja Kapsabet
  - Diecezja Kisii
  - Diecezja Kitale
  - Diecezja Lodwar

## Metropolici
- Zacchaeus Okoth (1990-2018)
- Philip Anyolo (2018-2021)
- Maurice Muhatia Makumba (od 2022)